# Louis Nkinga
Louis Nkinga Bondala (ur. 20 czerwca 1937 w Mankanza) – duchowny rzymskokatolicki z Demokratycznej Republiki Konga, w latach 1997-2015 biskup Lisala.

## Życiorys
Święcenia kapłańskie przyjął 7 sierpnia 1966. 28 stycznia 1980 został prekonizowany biskupem Kole. Sakrę biskupią otrzymał 4 maja 1980. 13 marca 1996 został mianowany koadiutorem diecezji Lisala, 6 lipca 1997 objął urząd ordynariusza. 11 lutego 2015 przeszedł na emeryturę.